# Nürnberg
Nürnberg (pronunțat în germană /ˈnʏɐ̯n.bɛɐ̯k/, v. AFI) este un oraș din Franconia Mijlocie, landul Bavaria, Germania, cu peste 500.000 de locuitori, al doilea oraș ca mărime din Bavaria. Împreună cu orașele Fürth, Erlangen și Schwabach formează centrul economic și cultural al Franconiei.

## Geografie
Orașul Nürnberg este așezat pe ambele părți ale râului Pegnitz pe o lungime de 14 km, râu care izvorăște la 80 km la nord-est de oraș. Pe porțiunea orașului vechi, rîul Pegnitz a fost destul de mult canalizat. Aluviunea produsă de râul Pegnitz (care este numit așa după prima localitate prin care se strecoară, localitatea Pegnitz) în nord și nord-vest de Nürnberg a transformat această zonă într-o zonă agricolă numită Knoblauchsland (țara/regiunea usturoiului). În localitatea învecinată Fürth, râul Pegnitz se împreunează cu râul Rednitz, de unde curg mai departe sub denumirea Regnitz.
Subsolul Nürnbergului constă dintr-o gresie moale formată în triasicul superior („Keuper”). În nordul orașului Nürnberg se află zona Fränkische Schweiz, zonă turistică deluroasă care are o altitudine medie de peste 600 m.

## Istoric
Istoria orașului Nürnberg, este strâns legată de istoria Sfântului Imperiu Roman. Conducătorii acestui imperiu au ales construirea unei cetăți lângă râul Pegnitz, care apare pentru prima dată cu denumirea Nourenberg (deal stâncos) în documentul numit Sigena, emis de către împăratul Heinrich al III-lea în anul 1050. Asigurând granițele dintre Saxonia, Bavaria, Franconia de est și Boemia, teritoriul s-a dezvoltat curând într-un târg liber.
Perioada dintre anii 1470 și 1530 este considerată perioada apogeului în dezvoltarea orașului Nürnberg, chiar în ciuda repetatelor vendette și a conflictelori cu cavaleri, cum ar fi Götz von Berlichingen sau Conz Schott von Schottenstein. Unele din motivele de creștere a bogăției orașului erau excelentul meșteșug și locația orașului convenabilă ca un loc de comercializare în mijlocul Europei. În această perioadă Nürnbergul, împreună cu Köln și Praga, era considerat unul din cele mai mari orașe al Sfântului Imperiu Roman.
În perioada războiul de Treizeci de Ani, Nürnbergul era zonă de război. Cu toate că orașul nu a fost cucerit, el a fost devastat și permanent slăbit din punct de vedere economic. După război, în 1649, a avut loc la Nürnberg „Banchetul de pace” în care părțile participante la conflict au sărbătorit timp de câteva zile convenția pentru sigilarea păcii.
Importante evenimente se petrec din 1796 la 1806. Sub presiunea administrării prusace din apropiata localitate Ansbach, Nürnbergul se supune dominanței prusace. Contractul însă nu a fost finalizat din cauza datoriilor Nürnbergului. În același timp în Nürnberg resentimentele populației față de familiile aristocrate creșteau tot mai mult. Aceste operațiuni agitatoare erau să ducă orașul la un pas de revoluție.
În sec. al XIX-lea Nürnbergul devenise un centru industrial al Bavariei. În anul 1835 între Nürnberg și localitatea învecinată Fürth a circulat primul tren feroviar din Germania, Adler („Vultur”), pentru servicii de transport de pasageri. În a doua jumătate a sec. al XIX-lea în Nürnberg s-a descoperit Rauschgold („foița de aur”), care erau foi extrem de subțiri de alamă.
Deja în anii 1920 la Nürnberg au avut loc adunările generale ale partidului nazist NSDAP. În oraș, partidul nazist însă nu a putut câștiga niciodată alegerile. În principal orașul a fost condus de Partidul Liberal DDP, și în același timp, din cauza importanței sale drept centru industrial, Nürnbergul era un centru bavarez al Social-Democraților.
În perioadă național-socialismului orașul Nürnberg a fost ales de naziști drept oraș pentru congresele naționale ale partidului (Stadt der Reichsparteitage), unul dintre cele mai importante centre de propagandă nazistă. Legile de la Nürnberg, de asemenea cunoscute sub numele de Nürnberger Rassengesetze („Legile Rasiale”), au fost decise în unanimitate la data de 15 septembrie 1935 de către partidul nazist NSDAP. Cu această decizie naziștii au pus baza legală dar criminală a ideologiei lor antisemite.
În timpul celui de-Al Doilea Război Mondial Nürnbergul a fost intens atacat, iar la 2 ianuarie 1945 centrul vechi al orașului distrus aproape în întregime. În cele patru zile de luptă finală din aprilie 1945 distrugerile au continuat. După război au existat propuneri de abandonare a poziției vechi a orașului și de reconstrucție în altă parte.
După terminarea războiului, între 1945-1949, aici au avut loc Procesele de la Nürnberg, prin care au fost judecați și pedepsiți cei mai mari criminali de război naziști.

## Stemele orașului
În anul 1936 au fost adoptate două steme ale orașului:
- Prima stemă reprezintă un vultur cu cap încoronat de împărat, cu origini în vechi sigilii datând din anul 1220.
- A doua stemă ilustrează un vultur imperial, alături de benzi roșii și albe, cu origini necunoscute.

## Obiective turistice
- Kaiserburg (din secolul al XI-lea).Nürnberg, gravură de cupru de Matthäus Merian 1642

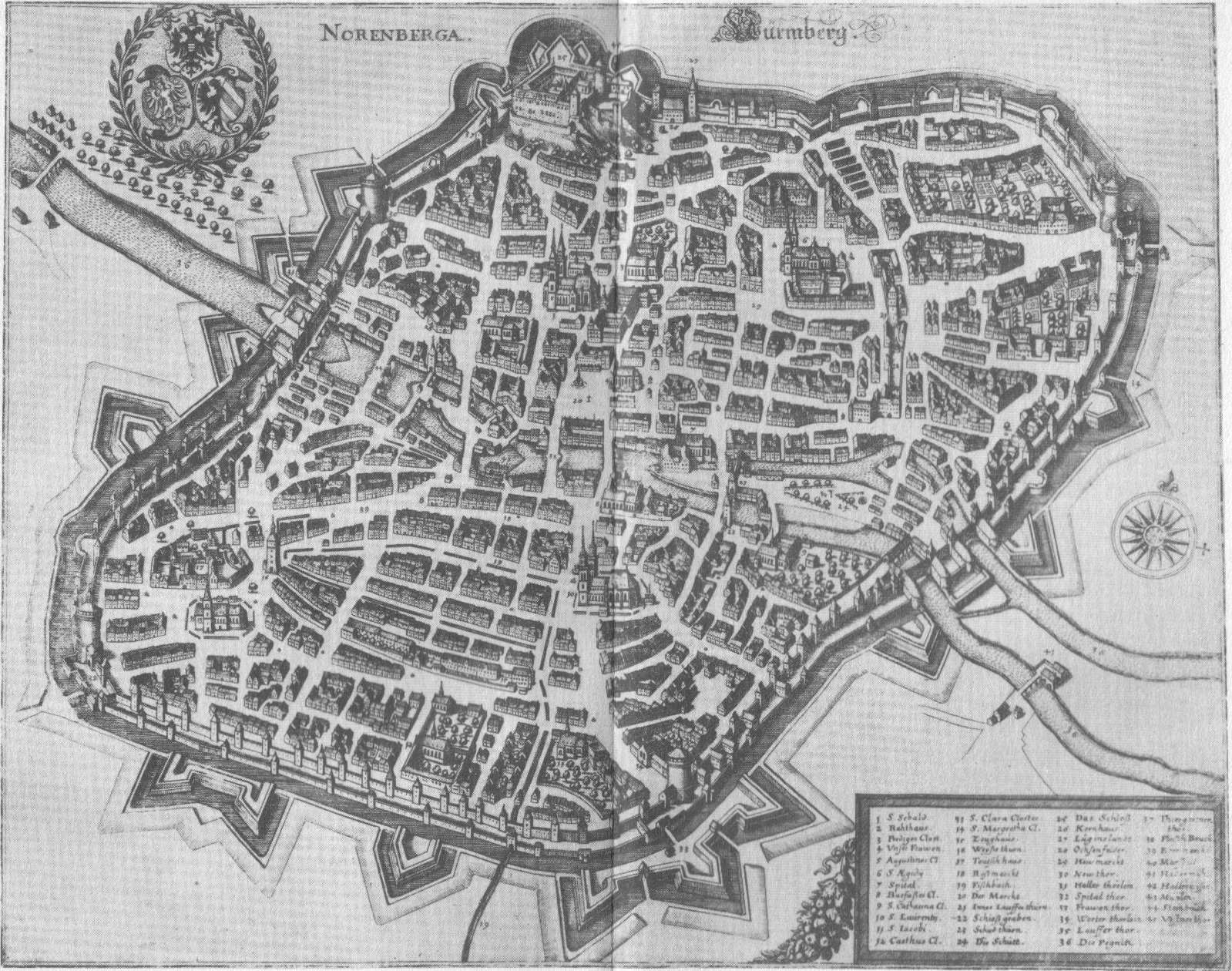
Nürnberg, gravură de cupru de Matthäus Merian 1642

- Biserica Sfântul Laurențiu sau „Lorenzkirche”. Cuprinde câteva capodopere de artă, de pildă: „Engelsgruß” (Veit Stoss, 1517),„Sakramentshaus” (Adam Kraft, 1493) ș.a.
- Biserica Sfântul Sebald sau „Sebalduskirche”, cea mai veche biserică din Nürnberg, cu mormântul lui Sf. Sebald.
- Bazilica Sfânta Elisabeta sau „Elisabethkirche”. Pe acest loc a existat o filială a Ordinului Teutonic și o mică capelă gotică. Demolate în 1785, spre a face loc actualei bazilici, în stil clasicist.
- Biserica Sfântul Iacob sau „Jakobskirche”: inițial (sec.XI) biserica spitalului Ordinului Teutonic. Modificată, actuala construcție datează din a doua jumătate a sec.XIV (stil romanic și gotic).
- Biserica Fecioarei noastre sau „Frauenkirche”[3], construită între 1352 - 1362 la îndemnul regelui Carol al IV-lea.
- „Nassauer Haus” [nefuncțională]
  (fost turn de apărare al unei reședințe private a familiei Ortlieb), construit la începutul sec.XIII. Pivnița este folosită ca restaurant, restul încăperilor ca birouri și depozite. Numele vine de la legenda (neistorică) că turnul ar fi fost construit de către regele Adolf von Nassau.
- Piața „Aegidienplatz”: în mijlocul acestei piețe se găsește statuia împăratului Wilhelm I.
- „Weinstadel”,[4] situat pe malul nordic al râului Pegnitz, lângă „Henkersteg” [5] și „Wasserturm” [6]. Construit între anii 1446-1448 ca stabiliment pentru bolnavii de ciumă și lepră („Siechenhaus”), ulterior folosit ca depozit de vin pentru piața de vinuri din apropiere. Construcția, în stil gotic târziu, a fost restaurată după cel de al doilea război mondial și folosită (până in prezent) ca și cămin de studenți.
- „Handwerkerhof” [7] (sinonim „Waffenhof” [8]), învecinat cu turnul „Frauentor” [9] și cu „Königstor” [10]
- Fântâna “Schöner Brunnen” cu „inelul norocului”, [nefuncțională]
 construită între ani 1385–1396 de Heinrich Beheim, și în decursul anilori de mai multe ori restaurat.
- Opera, (Opernhaus) construită între ani 1903-1905 de arhitectul Heinrich Seelig a fost înaugurată la 1 septembrie 1905 cu Festwiese din maeștrii cântăreți din Nürnberg, una din cele 13 opere de Richard Wagner.
- Muzeul Germanisches Nationalmuseum construit în anul 1852 de Hans von und zu Aufseß.
- Casa lui Albrecht Dürer.
- Turnul de televiziune, construit între ani 1977-1980 cu înălțimea de 292,80 m. Platforma de observație cu diametrul maxim de 32 m, se află la 185 m. Pe motivul acestei forme, turnul se mai numește „oul de Nürnberg”.

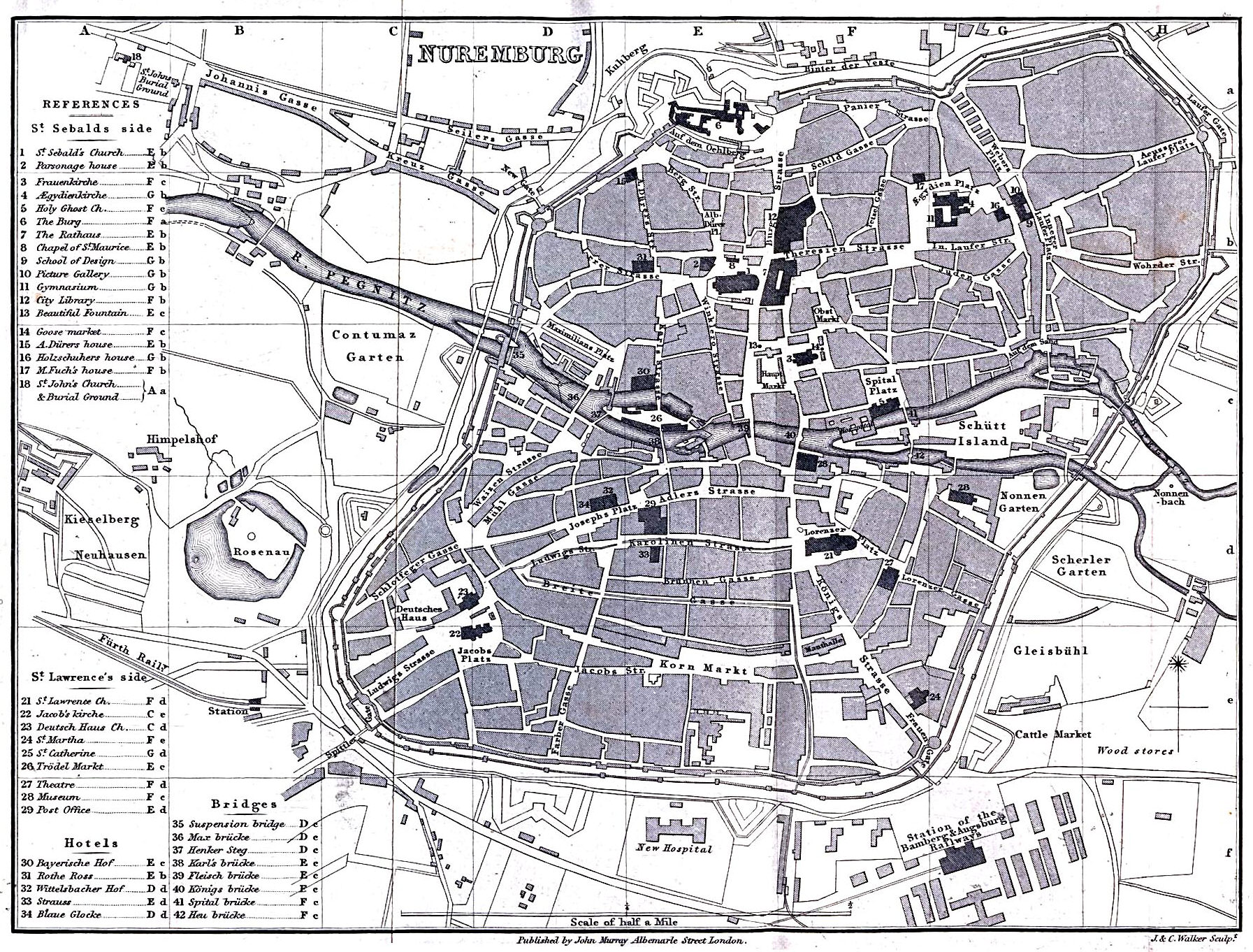
Harta oraşului Nürnberg, anul 1858

- Fântâna Ehekarussell,  construită între ani 1977-1981 de sculptorul Jürgen Weber. Acesta s-a inspirat după poezia lui Hans Sachs Das bittersüße eh'lich' Leben, dedicată soției sale, unde descrie în șase scene căsnicia: de la pasiunea dragostei, ceartă și până la moarte. Pe podest se află Hans Sachs.[11]

## Personalități născute în Nürnberg
- Sfântul Sebald (ca 1020 - ca 1070)
- Christine Ebner (1277 - 1356), călugăriță
- Holzschuher von Harrlach (din 1228), (Stema familiei)
- Stromer von Reichenbach (din 1230), (Stema familiei)
- Haller von Hallerstein (din 1293), (Stema familiei)
- Fürer von Haimendorf (din 1295), (Stema familiei)
- Peter Stromer, (1315-1388)
- Ulman Stromer, (1329-1407)
- Venceslau de Luxemburg (1361-1419), rege al Boemiei
- Sigismund de Luxemburg (1368-1437), împărat
- Friedrich I. (Brandenburg) (1371-1440), Principe de Brandenburg
- Conrad Paumann (1409-1473), compozitor
- Endres Tucher (1423-1507), arhitect în Nürnberg (Stema familiei)
- Hartmann Schedel (1440-1514), medic, istoric (Stema familiei)
- Anton Koberger (1440-1513), editor, tipograf
- Adam Kraft (1455-1508), sculptor gotic
- Martin Behaim (1459-1507), constructorul primului glob pământesc

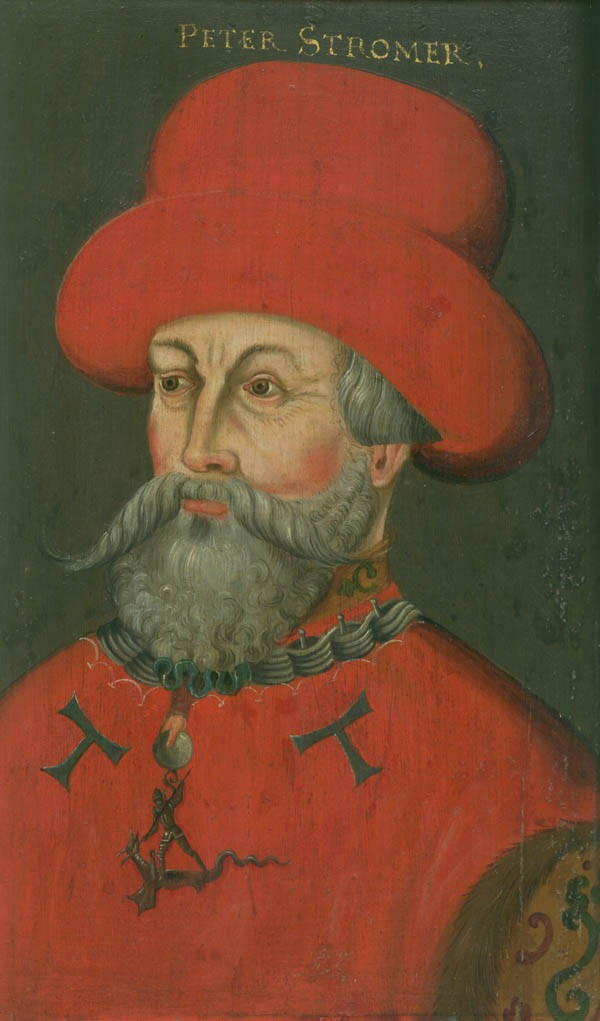
Peter Stromer
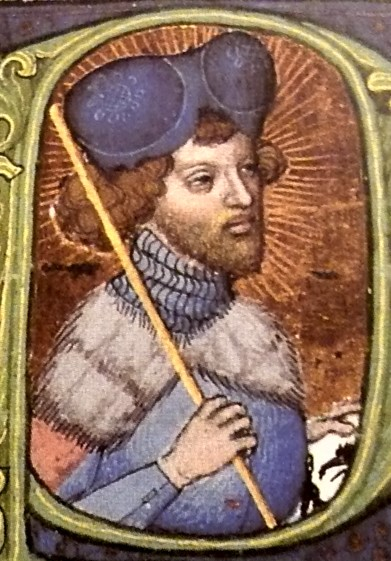
Venceslau al IV-lea al Boemiei
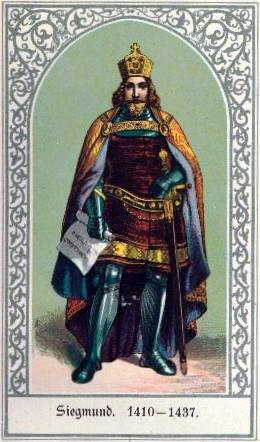
împăratul Sigismund
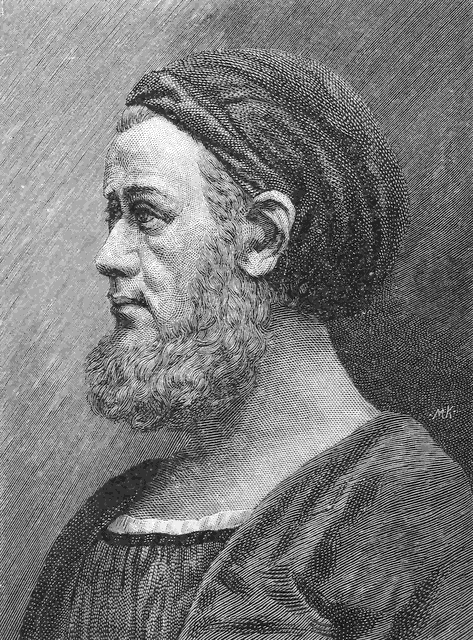
Adam Kraft
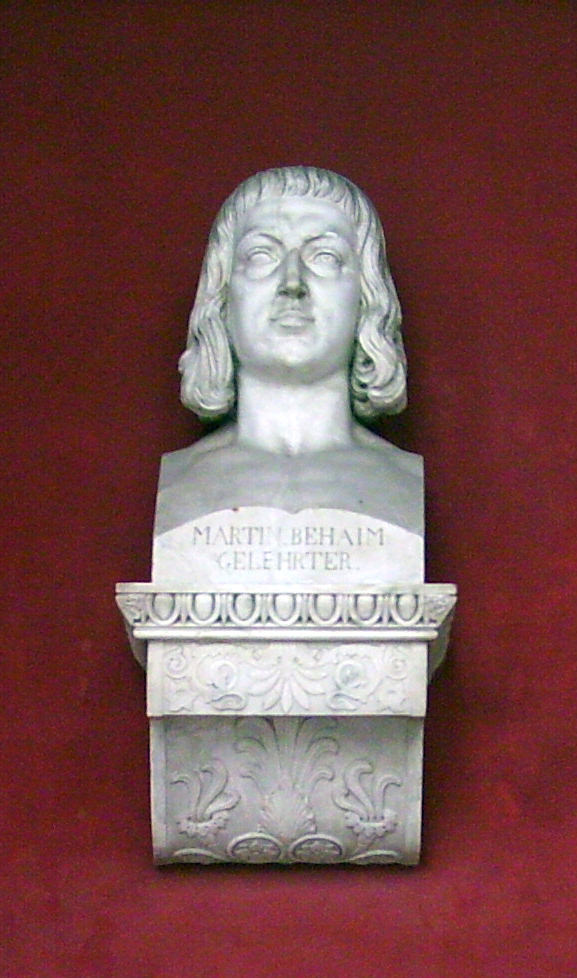
Martin Behaim

- Peter Vischer (1460-1529), sculptor al mormântului St Sebaldus
- Johannes Werner (1468-1522), preot, matematician, astronom, astrolog, geograf și cartograf
- Albrecht Dürer (1471-1528), pictor
- Lazarus Spengler (1479-1534), consilier protestant
- Peter Henlein (1479-1542), inventatorul ceasului de „buzunar”[nefuncțională]
- Christoph von Scheurl (1481-1542), jurist și diplomat,  (Stema familiei desenat de Albrecht Dürer)
- Johann Heß (1490-1547), teolog protestant
- Thomas Venatorius (1490-1551), matematician, teolog
- Pankraz Labenwolf (1492-1563), sculptor
- Anton Fugger (1493-1560), magnat

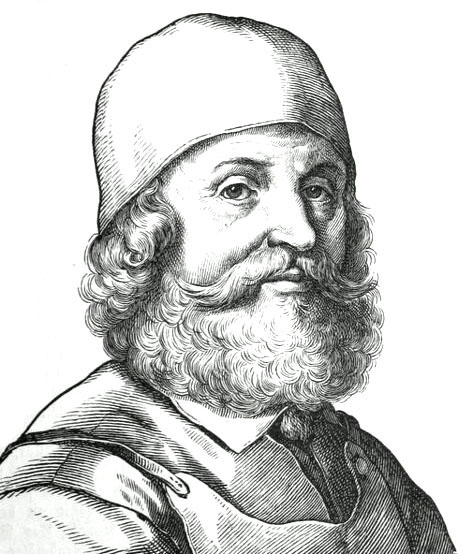
Peter Vischer
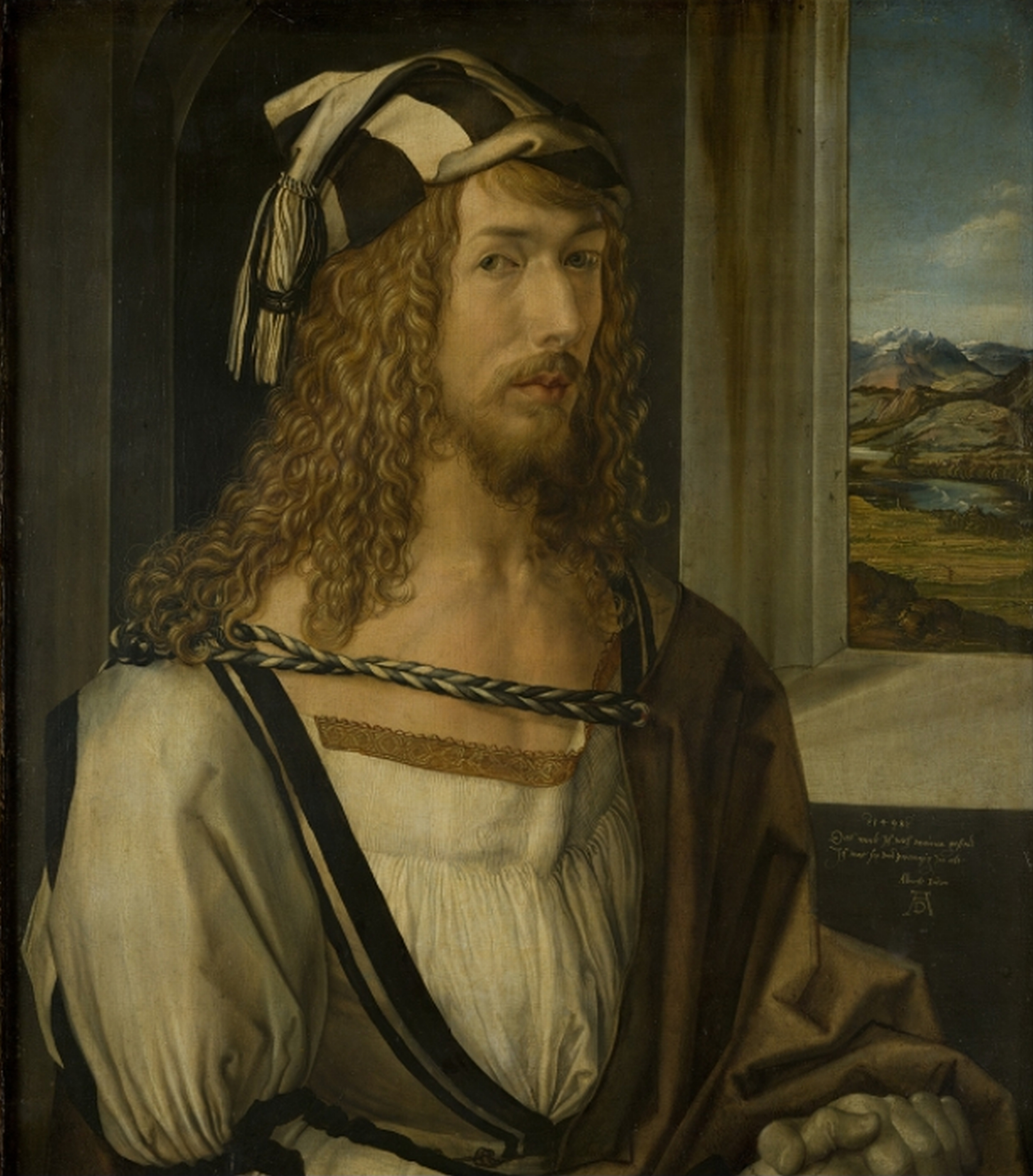
Albrecht Dürer
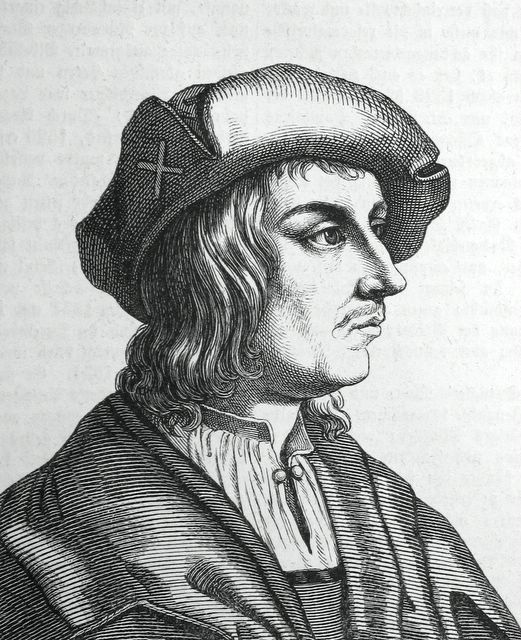
Lazarus Spengler
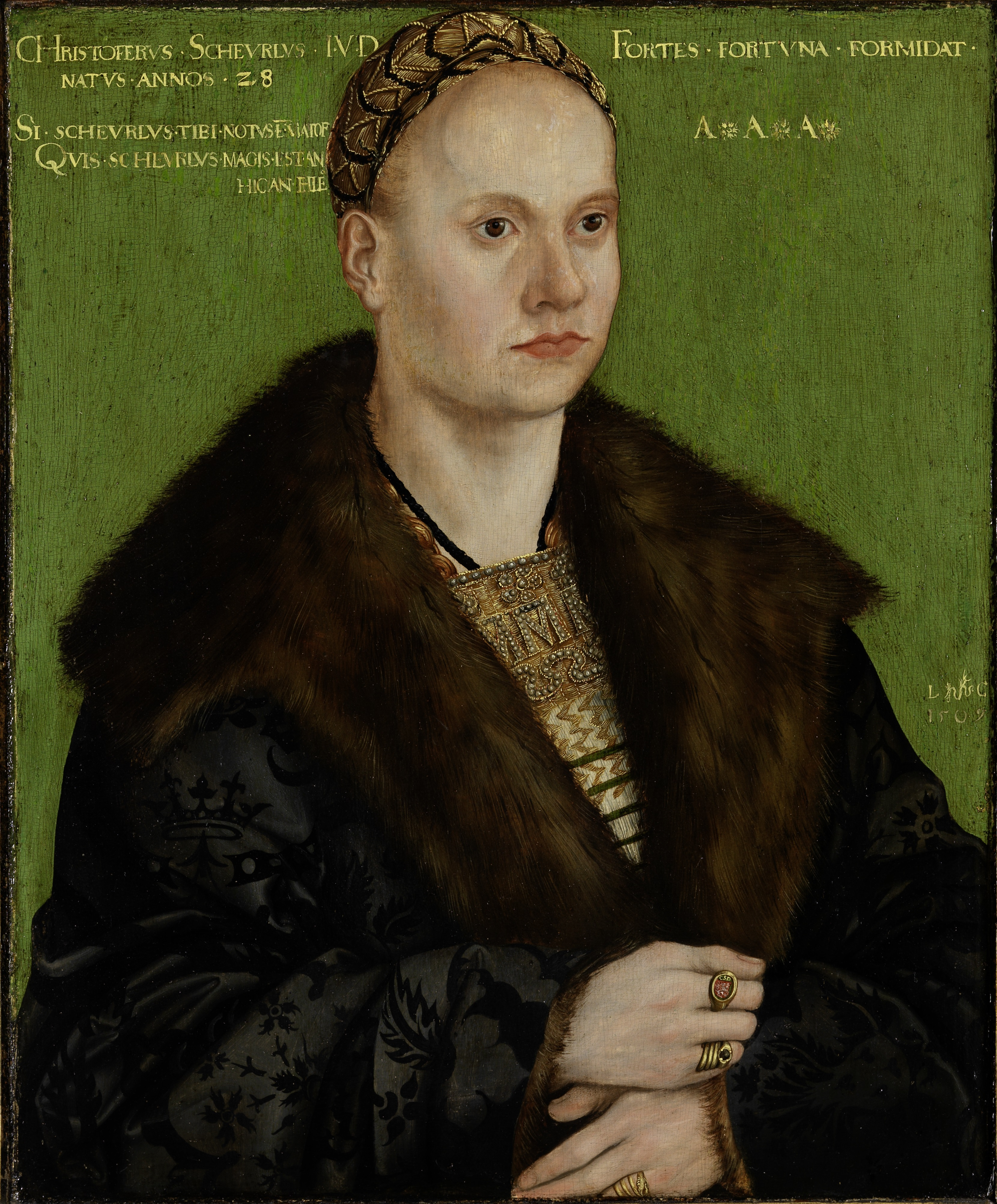
Christoph von Scheurl
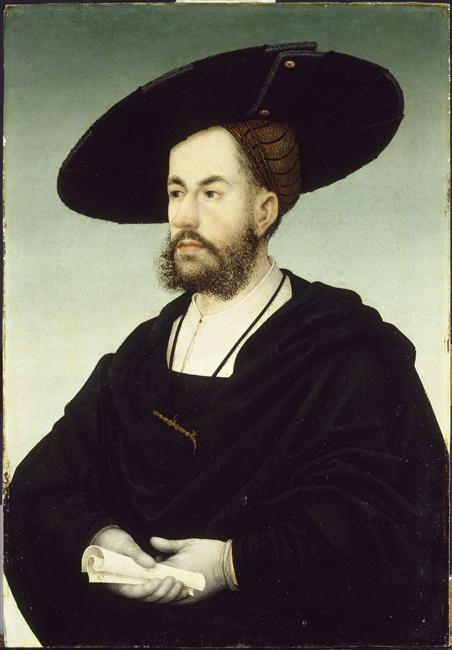
Anton Fugger

- Hans Sachs (1494-1576), poet
- Johann Neudörffer der Ältere (1497-1563), matematician
- Hieronymus Baumgartner (1498-1565), primar, teolog protestant  (Hieronymus Baumgartner luat prizonier)
- Hans Sebald Beham (1500-1550), pictor  (tablouri de Hans Sebald Beham)
- Barthel Beham (1502-1540), pictor (lucrări de Barthel Beham)
- Augustin Hirschvogel (1503-1553), artist, cartograf (lucrări de Augustin Hirschvogel)
- Virgilius Solis (1514-1562), pictor, grafician (lucrări de Virgil Solis)
- Lucas Osiander der Ältere (1534-1552), teolog protestant
- Paul Pfinzing (1554-1599), cartograf al „atlasului-Pfinzing”  din 1594 (stema familiei)
- Basilius Besler (1561-1629), farmacist, editor
- Hans Leo Hassler (1564-1612), muzician

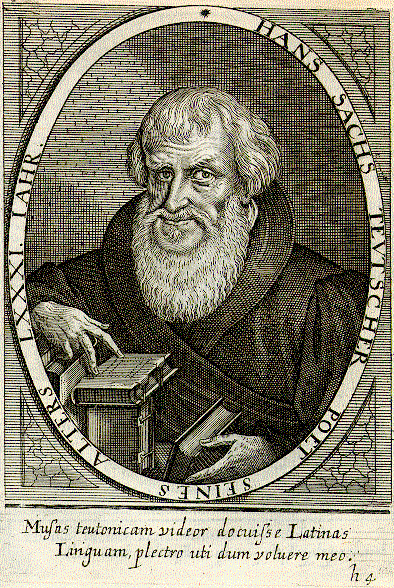
Hans Sachs
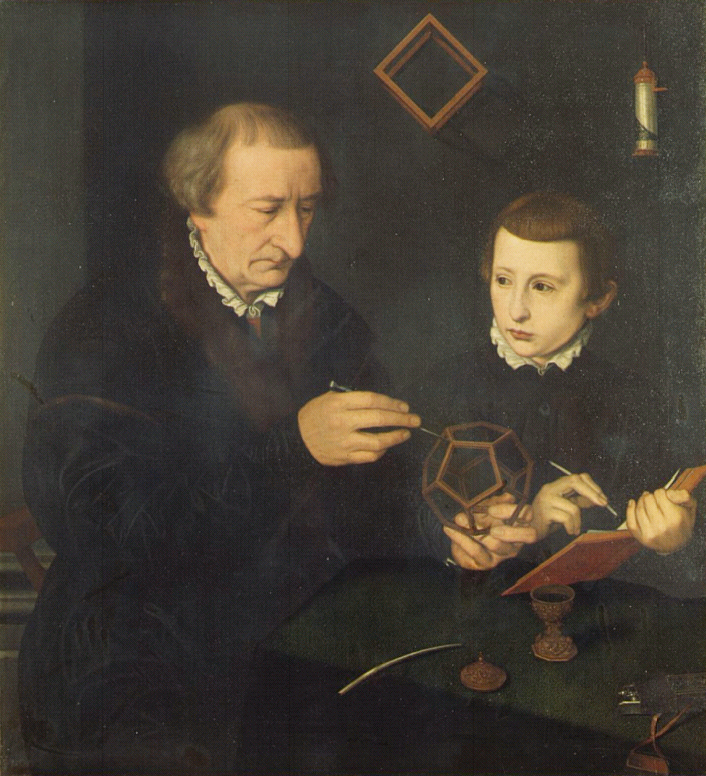
Johann Neudörffer
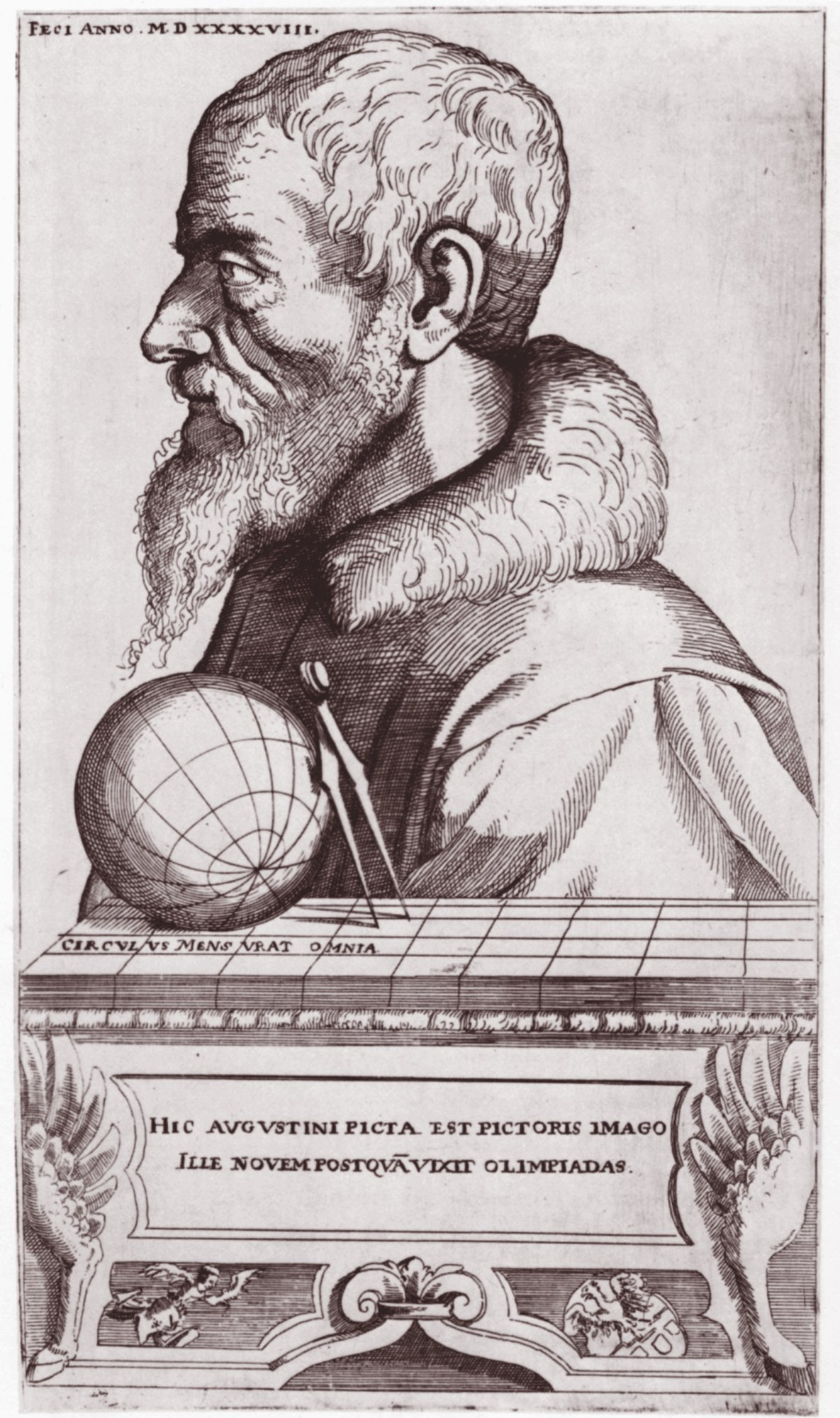
Augustin Hirschvogel
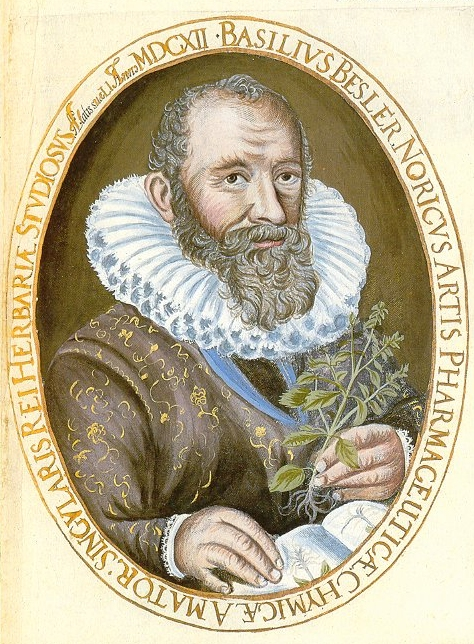
Basilius Besler, 1613
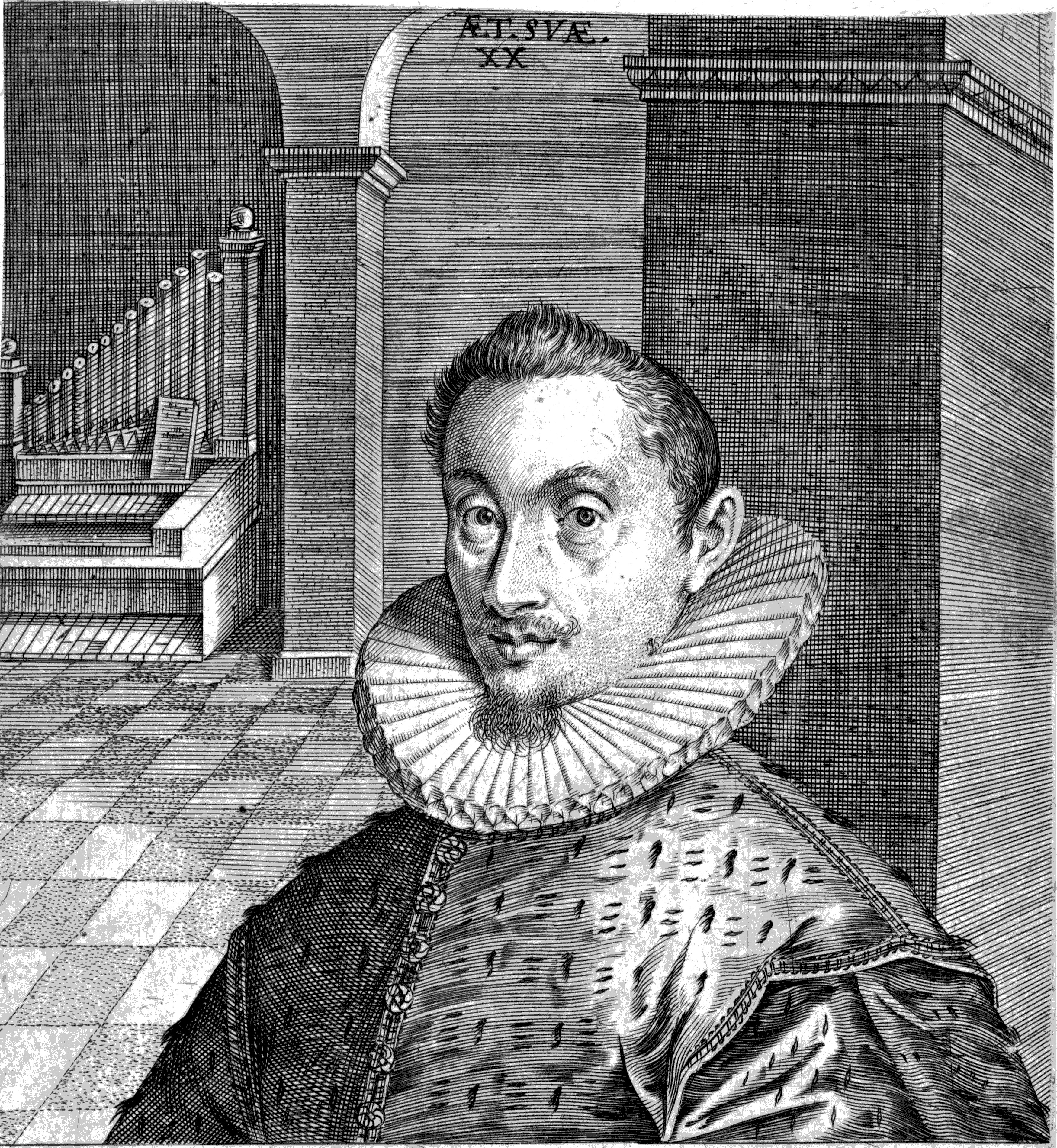
Hans Leo Haßler

- Michael Walther der Ältere (1593-1662), teolog protestant
- Georg Philipp Harsdörffer (1607-1658), poet și fondatorul fondației de poeți: P.Bl.O. (lat. Societas Florigerae ad Pegnensum)  [12]
- Johann Georg Volckamer (1616-1693), medic și cercetător natural
- Johann Christoph Arnschwanger (1625-1696), poet de cîntece bisericești
- Johann Christoph Wagenseil (1633-1705), istoric orientalist

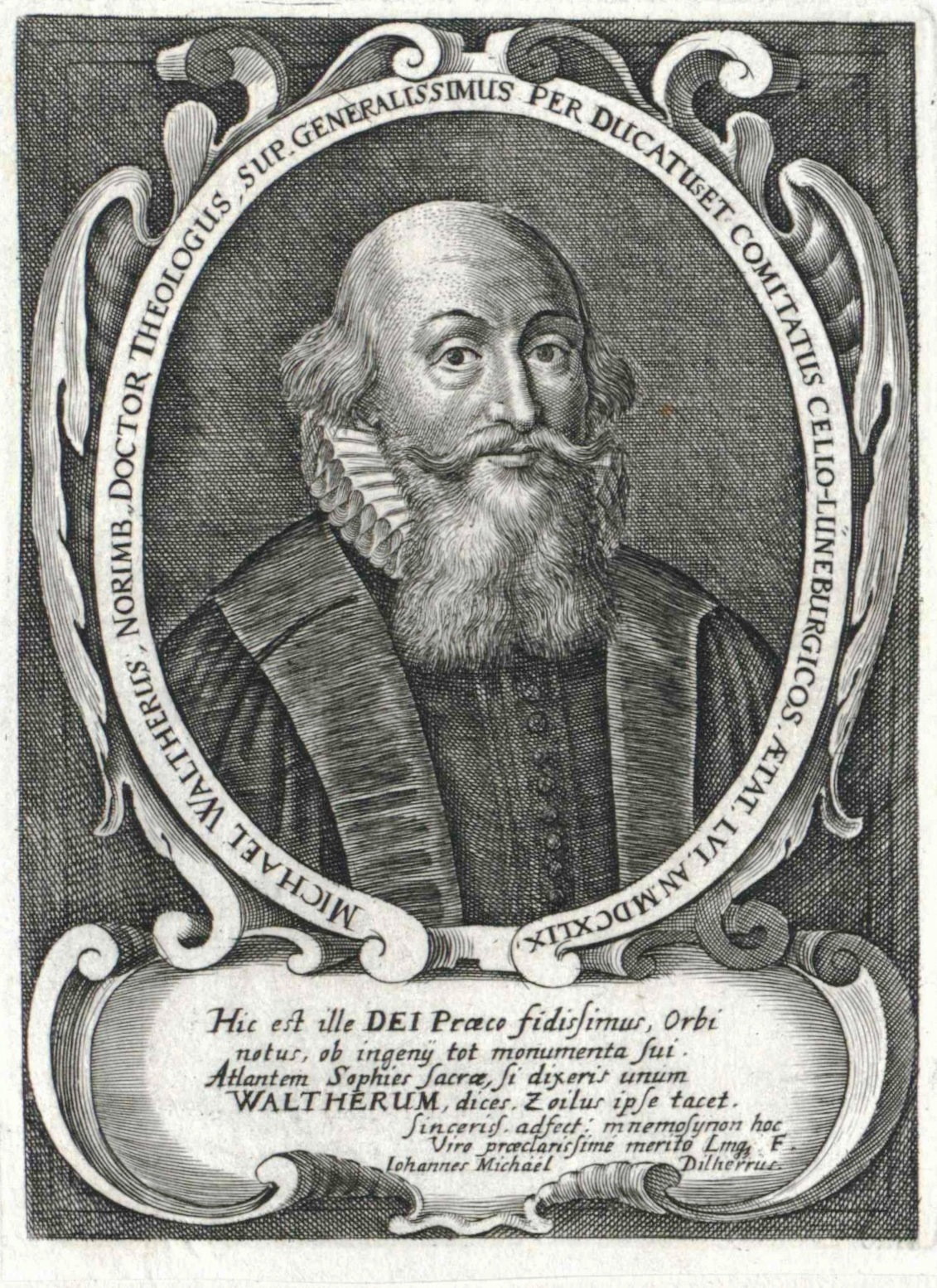
Michael Walter cel bătrân
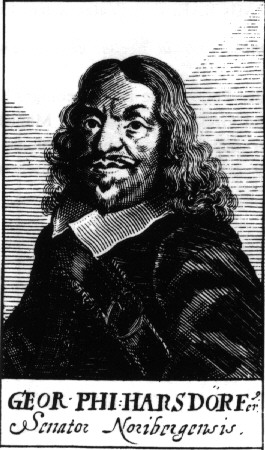
Georg Philipp Harsdörffer
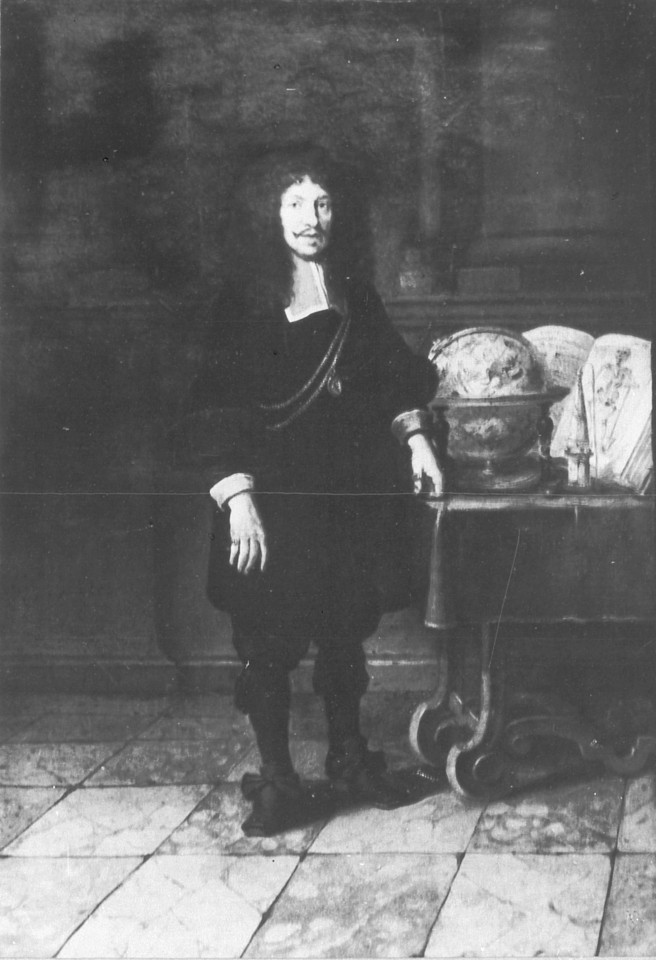
Johann Georg Volckamer
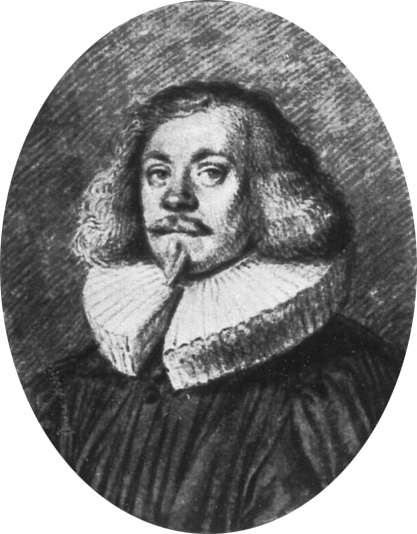
Johann Christoph Arnschwanger
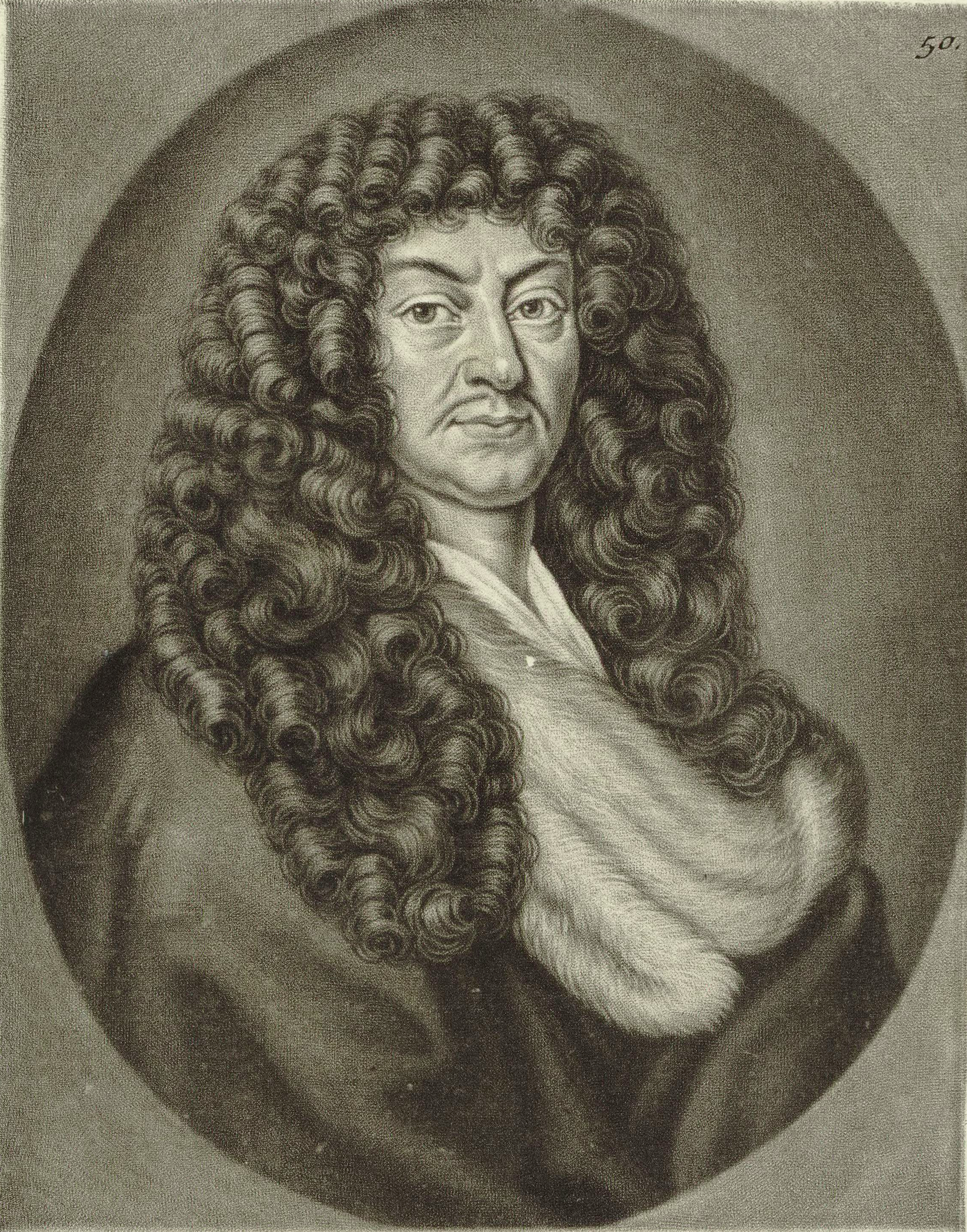
Johann Christoph Wagenseil

- Barbara Juliane Penzel (1636-1673), poetă
- Martin Limburger (1637-1692), poet și teolog protestant
- Johann Graf, (1684-1750), compozitor
- Johann Adam Delsenbach (1687-1765), grafician în cupru
- Barbara Regina Dietzsch (1706-1783), pictoriță
- Ludwig von Zinzendorf (1721-1780), politician austriac
- Paul Wolfgang Merkel (1756-1820), om de afaceri și primul parlamentar al Nürnbergului din Bavaria
- Johann Benjamin Erhard (1766-1826), renumit filosof german în timpul revoluției Franceze
- Jacob Sturm (1771-1848), cercetător și grafician în cupru [13]
- Christian Gottfried Lorsch (1773-1830), primul primar al orașului Nürnberg
- Gustav Philipp Zwinger (1779-1819), pictor și litograf
- Georg Zacharias Platner (1779-1862), inițiatorul al Bayerischen Ludwigsbahn (Calea ferată al Bavariei)  [14]
- Johann Adam Klein (1792-1875), pictor și grafician în cupru
- Jacob Daniel Burgschmiet (1796-1858), sculptor și turnător
- Georg Friedrich Daumer (1800, † 1875), poet, filosof și educatorul lui Kaspar Hauser
- Bernhard Molique (1802-1869) compozitor și violonist
- Adolf Harless (1806-1879) teolog
- Johann Christian Konrad von Hofmann (1810-1877), teolog
- Bernhard von Gugler (1812-1880), matematician și profesor la politechnica Nürnberg și Stuttgart
- Bernhard Afinger (1813-1882), sculptor
- Theodor von Cramer-Klett (1800-1875), fondatorul al uzinelori MAN AG
- Lothar von Faber (1817-1896), proprietar de fabrică, de creioane
- Paul Ritter (1829-1907), pictor și profesor la școala de arte
- Karl Otto Stromer von Reichenbach (1831-1891), primar al orașului Nürnberg
- Lorenz Ritter (1832-1921), pictor și grafician în cupru
- Friedrich Wanderer (1840-1910), artist și profesor la școala de arte
- Ignaz Bing (1840-1918), proprietar de fabrică de jucări, descoperitorul peșterei Bing
- Sigmund Schuckert (1846-1895), inventator și proprietar de fabrică

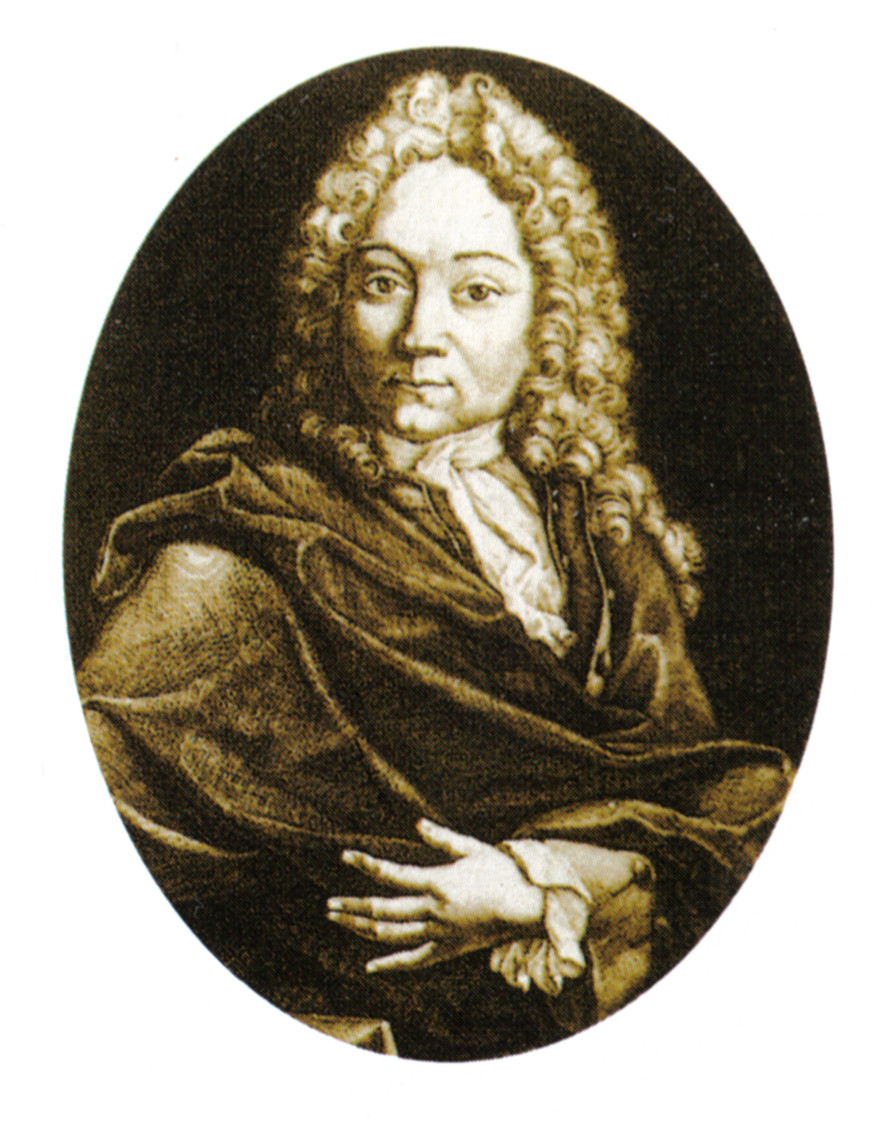
Johann Adam Delsenbach
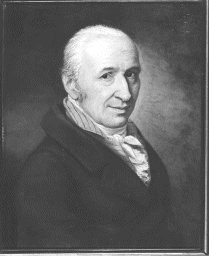
Paul Wolfgang Merkel
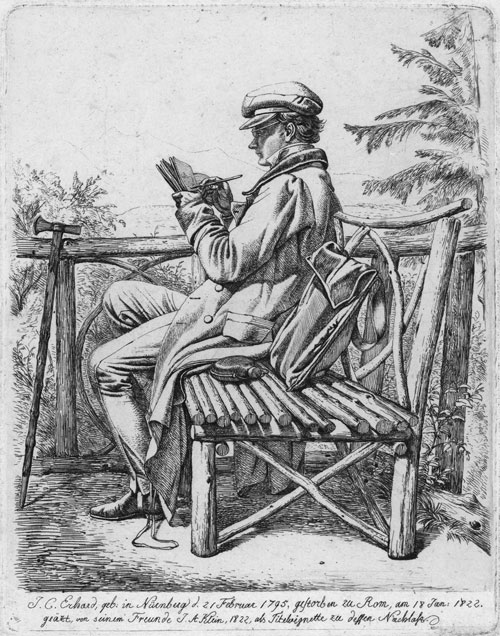
Johann Adam Klein
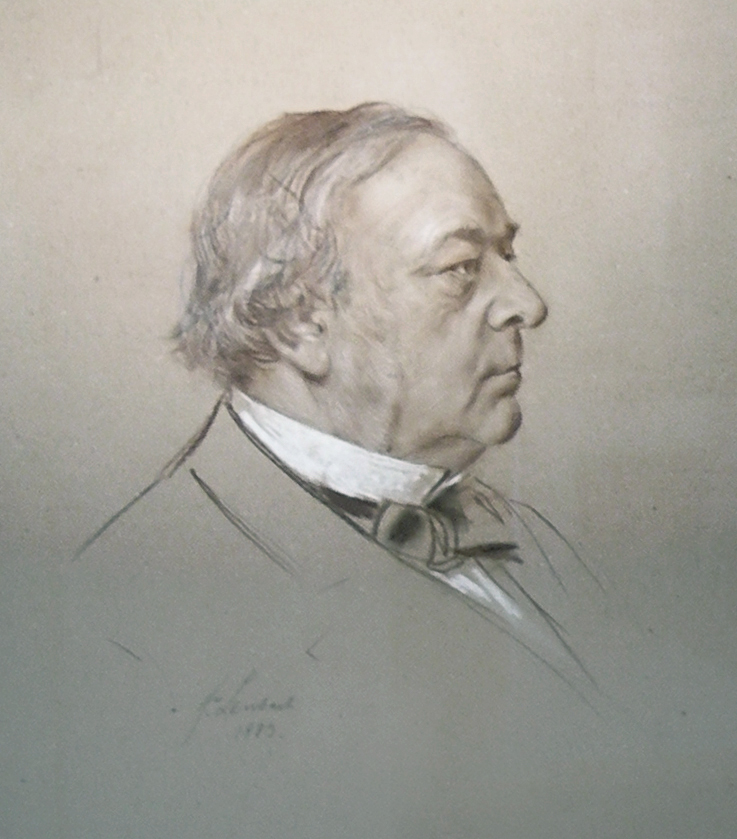
Theodor von Cramer-Klett
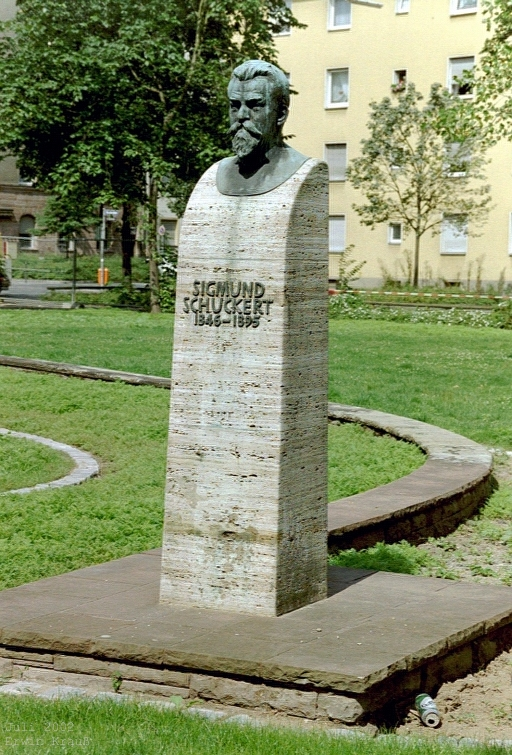
Sigmund Schuckert

- Max von Stetten (1860-1925), ofițer german, explorator
- Wilhelm Ritter (1860-1948), pictor
- August Engelhardt (în jurul anului 1870-1919), fondatorul unei secte pe insula Kabakon din Noua Guinee
- Ernst Stromer von Reichenbach (1871-1952), paleontolog
- Hermann Föttinger (1877-1945), inginer, profesor la facultatea technică din Berlin
- Hans Meiser (1880-1956), episcop luteran al Bavariei
- Otto Mader (1880-1944), inginer la Junkers & Co
- Carl Wenglein (1882-1935), patron al fabricii de ace și inițiatorul „alianței internaționale pentru ocrotirea naturi și al păsărilori”
- Wilhelm Nusselt (1882-1957), profesor de termodinamică, creatorul numărului Nusselt
- Georg Helgerth (1885-1953), luptător
- Georg Haas (1885-1953), medic, în anul 1924 a efectuat prima dializă
- Claire Goll (1890-1977), jurnalistă și scriitoare
- Friedrich von Röth (1893-1918), aviator și purtător al distincției Pour le Mérite
- Hans Zöberlein (1895-1964), scriitor și criminal de război nazist
- Karl Bröger (1896-1944), poet și politician
- Willy Liebel (1897-1945), primar al orașului
- Hans Kalb (1899-1945), fotbalist
- Hermann Josef Wehrle (1899-1944), preot catolic activ în rezistența germană
- Lilly Becher (1901-1978), scriitoare și publicistă
- Franz Reichel (1901-1965), architect
- Friedrich Hagen (1903-1979), poet
- Karl Diehl (1907-2008), antreprenor al firmei Diehl
- Käte Strobel (1907-1996), politiciană (SPD), ministra sănătății (1966-1969), ministra tineretului, sănătății și al familiei (1969-1972)
- Ludwig Rödl (1907-1970), șachist al Germaniei (1930-1948)
- Max Grundig (1908-1989), fondatorul uzinelor Grundig AG
- Hugo Distler (1908-1942), compozitor
- Karl Josef Rauber (n. 1934), cardinal

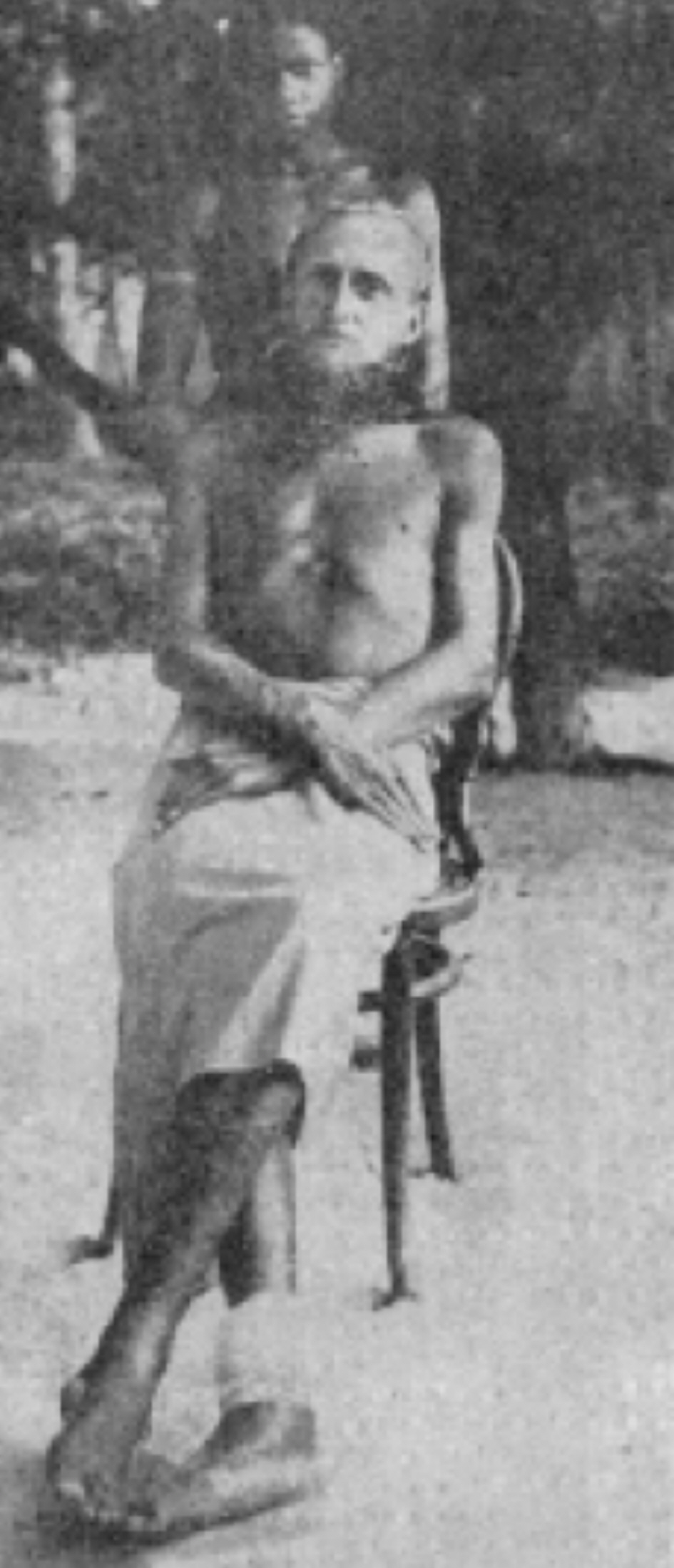
August Engelhardt, 1911
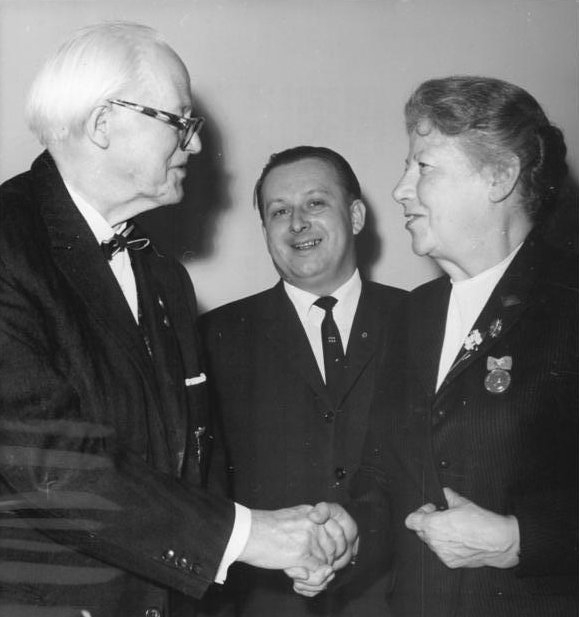
Lilly Becher, decorată cu „medalia de pace”
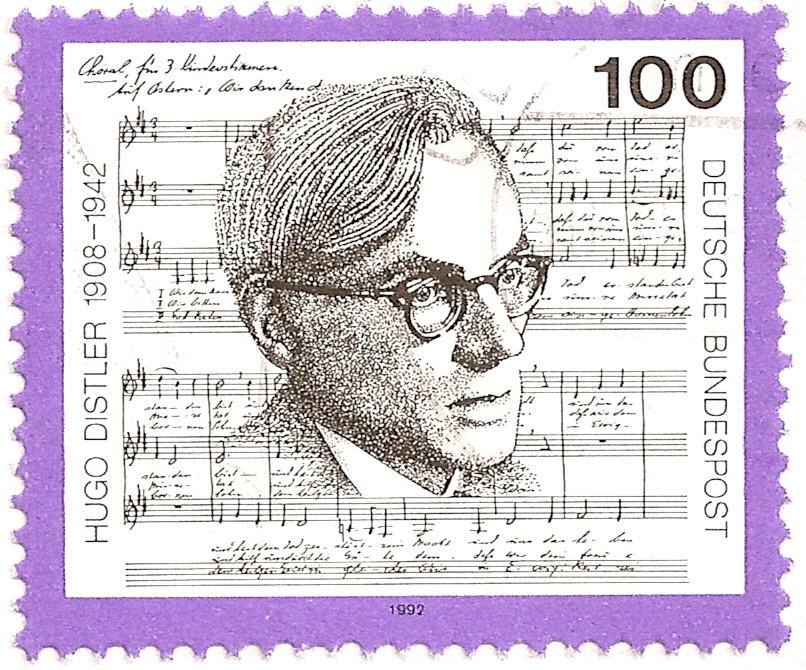
Hugo Distler

## Transporturi
Aeroportul Nürnberg este în prezent este unul din aeroporturile germane cu cea mai mare creștere.
În anul 2006 a fost dată în folosință Calea ferată de mare viteză Nürnberg–Ingolstadt. Cu o viteză medie de 185 kmh, trenurile Intercity-Express (ICE) parcurg distanța de 87 de km până la Ingolstadt în 27 de minute.
Tramvaiul din Nürnberg dispune de o rețea formată din cinci linii, cu un traseu operațional în lungime de 33 km.

## Orașe înfrățite
Încă din antichitate, orașul Nürnberg a fost internațional. Meșteri și artiști din toată lumea au migrat în metropolă, iar comercianții au distribuit mărfuri în toată Europa. 
În anul 1991 a fost înființat un birou pentru relații internaționale (IB), de sine stătător, plasat direct în aria de acțiune a primarului. Scopul acestei instituții era organizarea efectivă și intensificarea relațiilor cu alte țări.
- Nisa, din 1954
- Cracovia, din 1979
- Skopje, din 1982
- Glasgow, din 1985
- San Carlos, din 1985
- Gera (atunci RDG), din 1988
- Harkiv, din 1990
- Praga, din 1990
- Hadera, din 1995
- Antalya, din 1997
- Shenzhen, din 1997
- Kavala, din 1998
- Atlanta, din 1998
- Veneția, din 1999
- Cordoba, din 2010
- Brașov, din 2014

### Oraș al drepturilor omului și al păcii
Din cauza faptelor regimului totalitar nazist, pe vremea căruia a jucat un rol negativ destul de important, orașul Nürnberg și-a propus după război să se impună prin activități de pace și apărare a drepturile omului.
În acest scop au fost edificate, printre altele, Straße der Menschenrechte (Strada drepturilor omului) și Dokumentationszentrum (Centrul de documentare), care informează despre perioada Germaniei Naziste în Nürnberg. Începând din anul 1995 se acordă anual „Premiul Internațional al Drepturilor Omului din Nürnberg” persoanelor care se impun în acest domeniu umanitar.
Orașul Nürnberg a fost decorat la 10 decembrie 2000, la Paris, cu Premiul UNESCO pentru educația în spiritul drepturilor omului.